# Лијанко Војновић
Лијанко Еванжелиста Силвеира Невес Војновић (порт. Lyanco Evangelista Silveira Neves Vojnovic; Виторија, 1. фебруар 1997), познат као Лијанко Војновић, је српско-бразилски фудбалер који тренутно наступа за Атлетико Минеиро.

## Биографија
Лијанко Војновић је рођен 1. фебруара 1997. године у Виторији, савезна држава Еспирито Санто, Бразил. Његов деда Јован Војновић је за време Другог светског рата као седмогодишњак са мајком емигрирао из Србије (тадашње Југославије) у Бразил. У Бразилу се школовао и оженио, а касније добио и четворо деце, међу којима је Марсело Војновић, Лијанков отац.

## Клупска каријера
Лијанко је поникао у млађим категоријама Ботафога, да би у јануару 2015. године прешао у редове Сао Паула. Дебитовао је за први тим Сао Паула 2. јула 2015. године, у поразу од Атлетико Паранаинсеа резултатом 1:2.
Крајем марта 2017. године је потписао петогодишњи уговор са италијанским Торином. Одмах након потписа се прикључио клубу и почео да тренира са екипом коју је водио Синиша Михајловић. Право наступа је имао од сезоне 2017/18. Дебитовао је за Торино 20. септембра 2017. у победи 3:2 над Удинезеом. У наредном периоду је ретко добијао прилику па је у јануару 2019. прослеђен на позајмицу у Болоњу, коју је пар дана раније преузео његов бивши тренер из Торина, Синиша Михајовић. По повратку са позајмице је почео да добија већу минутажу и укупно је скупио 46 наступа за Торино у Серији А.
У августу 2021. је потписао четворогодишњи уговор са енглеским премијерлигашем Саутемптоном.

## Репрезентација
У јануару 2016. године одлучио је да прихвати позив Фудбалског савеза Србије да наступа за омладинску репрезентацију Србије. За репрезентацију је дебитовао 2. марта у пријатељској утакмици против Шпаније у Старој Пазови, коју је Србија изгубила резултатом 1:2. Међутим, после неколико месеци одлучио је да наступа за младу репрезентацију Бразила.